# Arc des Sergii
L'Arc des Sergii est un arc de triomphe romain antique situé à Pula, en Croatie. L'arc commémore trois frères de la famille Sergii, notamment Lucius Sergius Lepidus, un tribun ayant servi dans la vingt-neuvième Légion romaine et ayant participé à la bataille d'Actium et dissoute en 27 av. J.-C. Cela suggère une date approximative de construction vers 29-27 av. J.-C. L'arc se trouvait derrière la porte navale originale de la première colonie romaine. Les Sergii constituaient une puissante famille de fonctionnaires de la colonie et conservèrent leur pouvoir pendant des siècles .

## Histoire

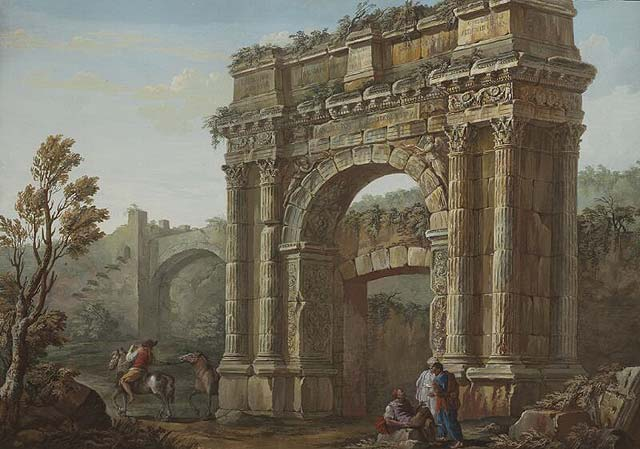
Œuvre de Charles-Louis Clérisseau datant du XVIIIe siècle montrant l'Arc des Sergii et la porte d'origine (la Porta Aurea) contre laquelle il a été construit.

L'arc de triomphe honoraire, à l'origine une porte de la ville, a été érigé en symbole de la victoire à Actium. Comme le proclame l'inscription principale, elle a été payée par l'épouse de Lepidus, Salvia Postuma Sergia, sœur des trois frères. Les deux noms sont gravés dans la pierre avec Lucius Sergius et Gaius Sergius, respectivement le père et l'oncle du lauréat. Dans sa forme originale, des statues des deux aînés encadraient Lepidus des deux côtés au sommet de l'arc.  De part et d'autre de l'inscription, une frise représente des amours, des guirlandes et des bucranes .
Cette petite arche avec ses paires de colonnes corinthiennes crénelées et des victoires ailées dans les écoinçons a été construite sur la façade d’une porte (Porta Aurea) dans les murs, visible de la ville. Elle était donc décorée. La décoration est de style hellénistique tardif, avec des influences majeures d'Asie Mineure. Le bas relief de la frise représente une scène avec un char de guerre tiré par des chevaux.

Cet arc a attiré l'attention de nombreux artistes, comme par exemple Michel-Ange . 

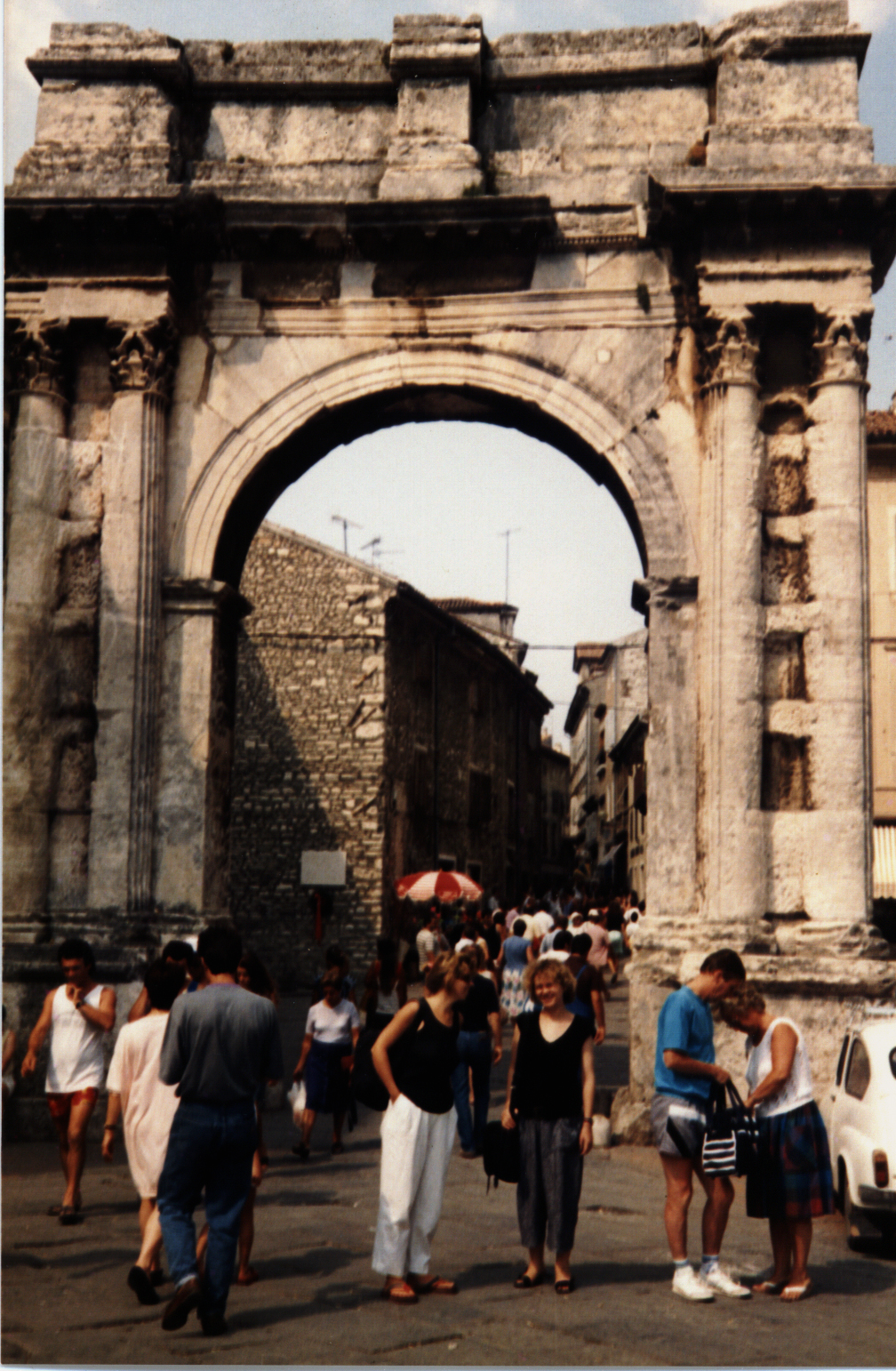
L'arc en 1988
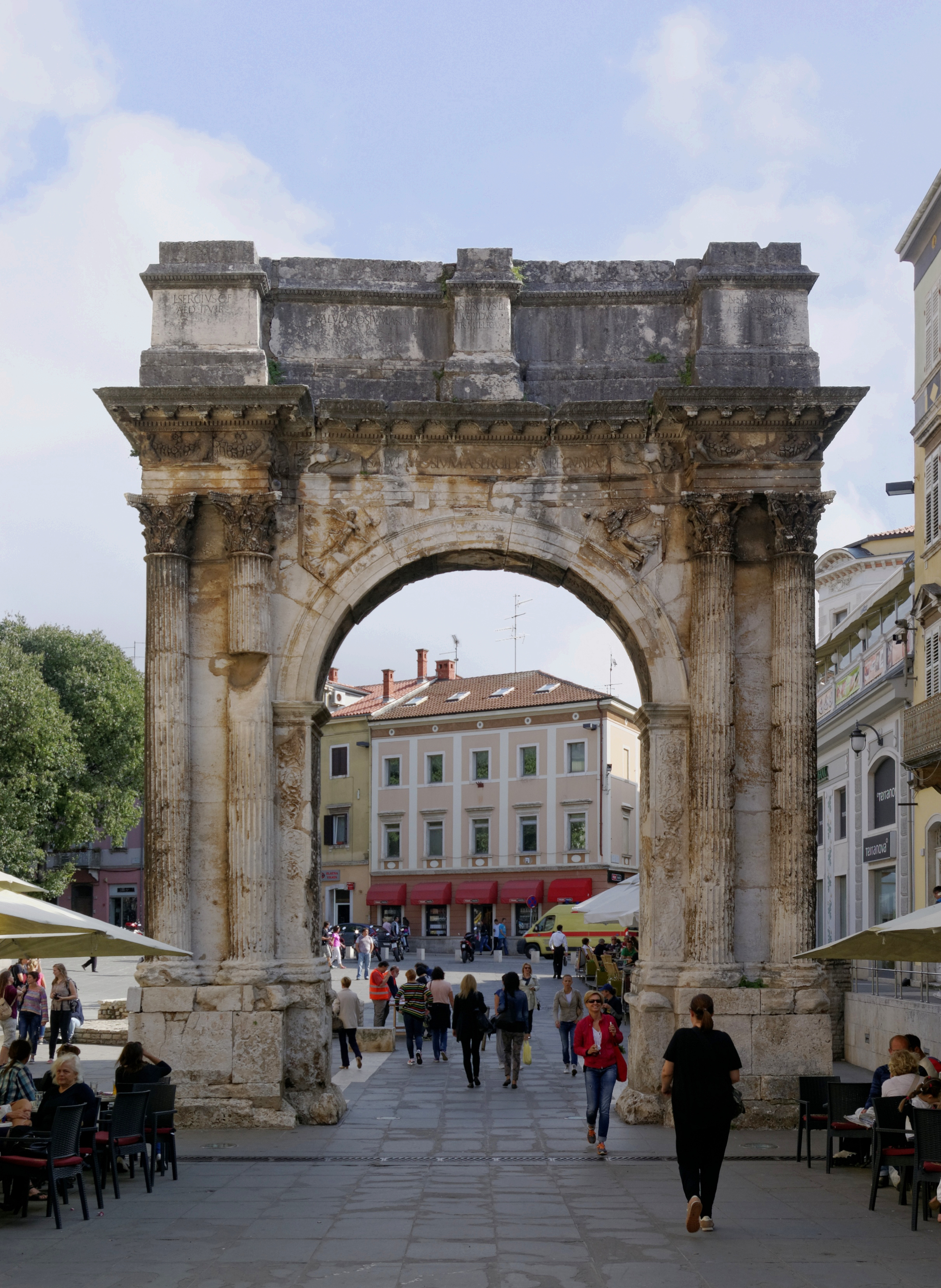
L'arc en 2014
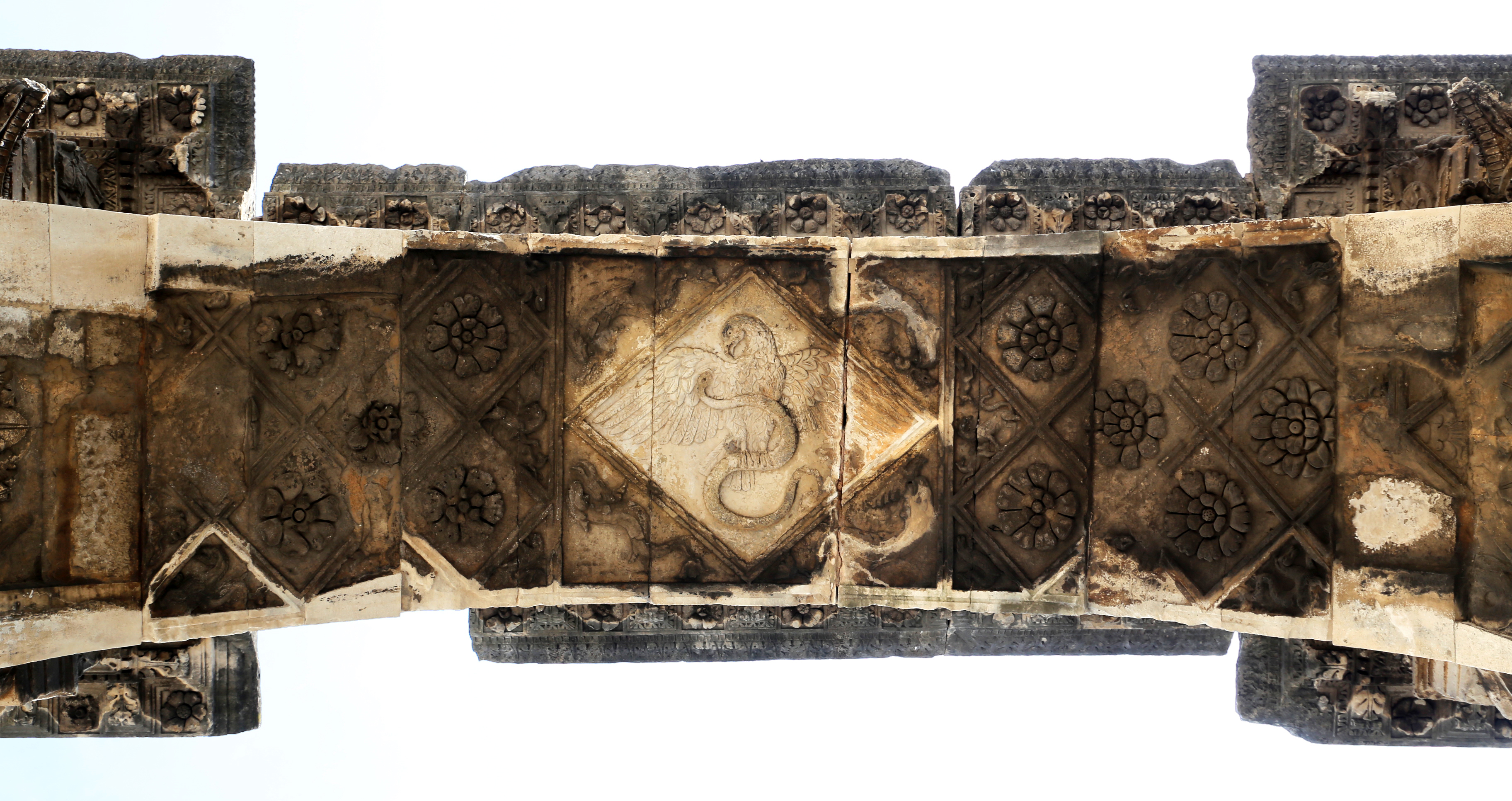
Détail de la voûte
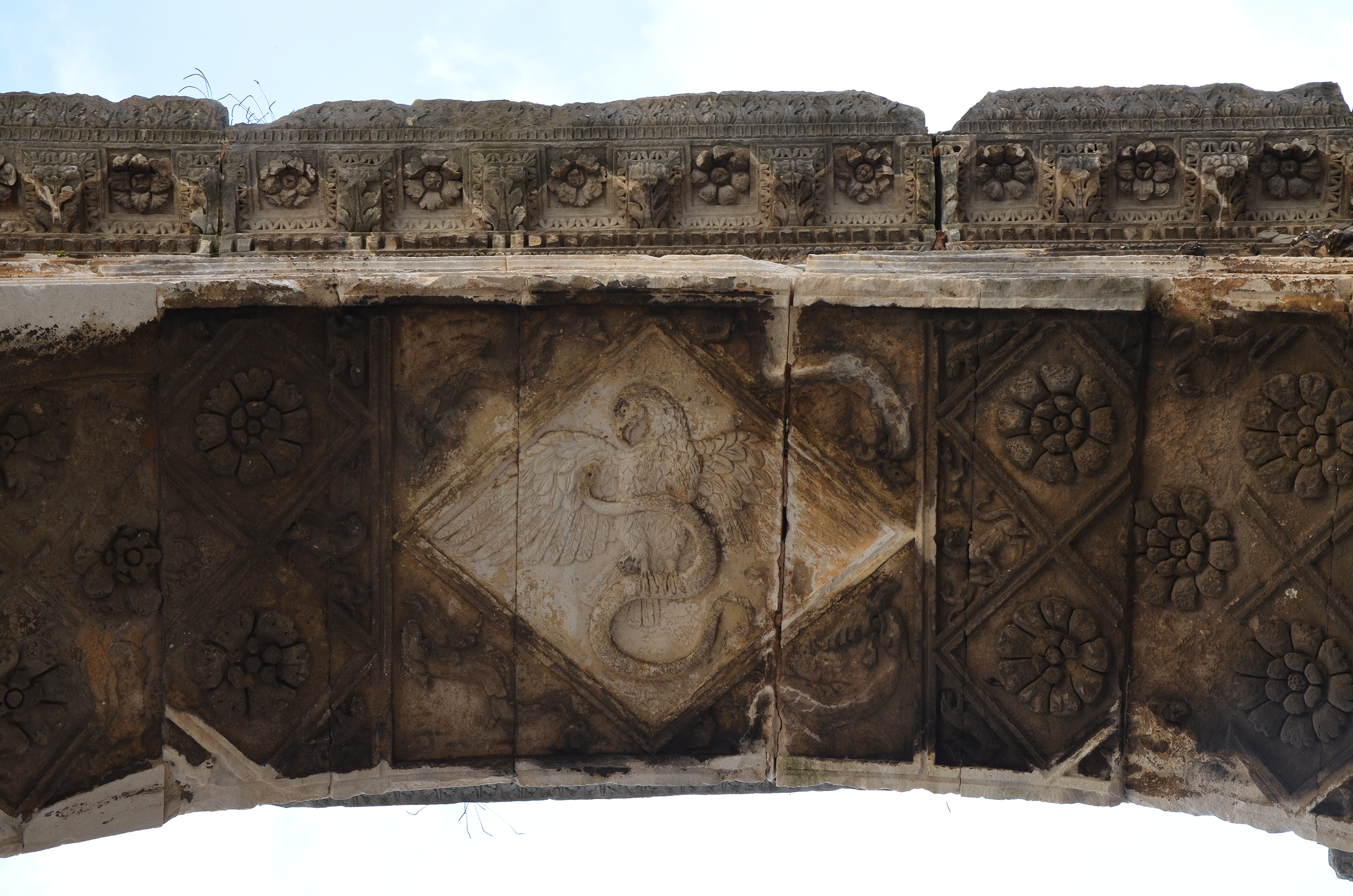
Aigle enserrant un serpent, sur le dessous de la voûte
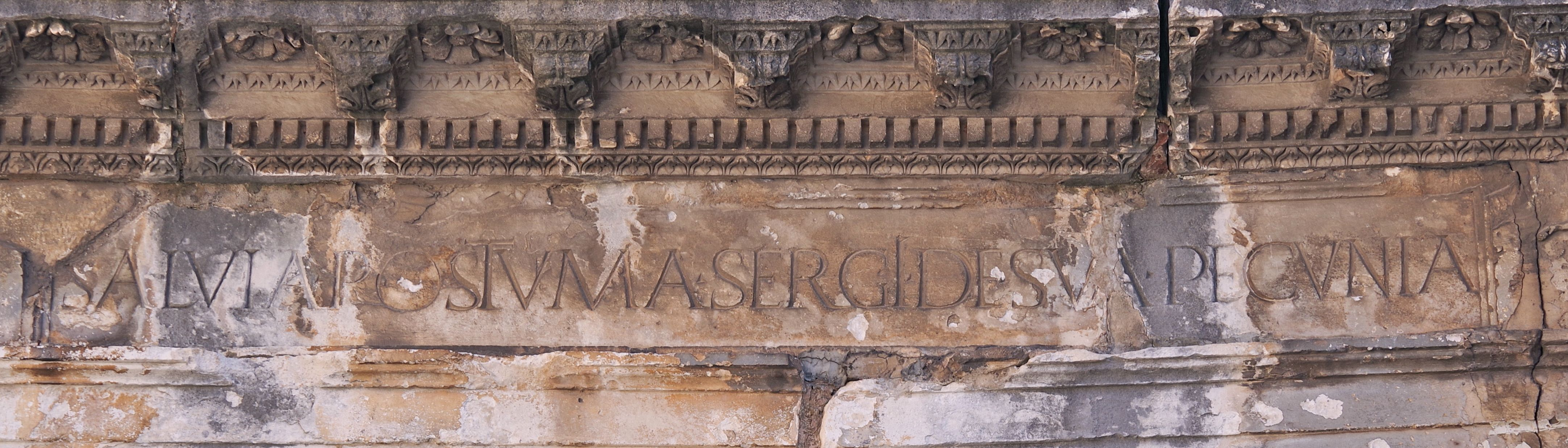
Inscription principale: Salvia Postuma Sergi de sua pecunia